# Theridion chihuahua
Theridion chihuahua là một loài nhện trong họ Theridiidae.
Loài này thuộc chi Theridion. Theridion chihuahua được Herbert Walter Levi miêu tả năm 1959.